# الکس هافنر
الکس هافنر (به انگلیسی: Alex Hafner) (زاده ۲۶ اوت ۱۹۴۴) بازیگر، تهیه‌کننده اسپانیایی-آمریکایی است.
از فیلم‌های معروف او می‌توان به بازی در فیلم مگان لیوی و دختران تلفنچی اشاره کرد.